# Temple de Mercure (puy de Dôme)
Le temple de Mercure du puy de Dôme est un lieu de culte gallo-romain du IIe siècle, construit au sommet du puy de Dôme (Puy-de-Dôme, région Auvergne-Rhône-Alpes, France).
Au cours du Ier siècle, la cité arverne d'Augustonemetum (aujourd'hui Clermont-Ferrand) décide de se doter d'un temple dédié à Mercure. Au siècle suivant, ce temple en arkose, devenu sans doute trop petit pour accueillir les nombreux pèlerins qui s'y rendaient, est remplacé par un temple plus grand et plus majestueux, en trachyte. Des campagnes de fouilles en 1875 puis au début du XXe siècle en révèlent les ruines.

## Découverte et historique des fouilles

### Premières recherches

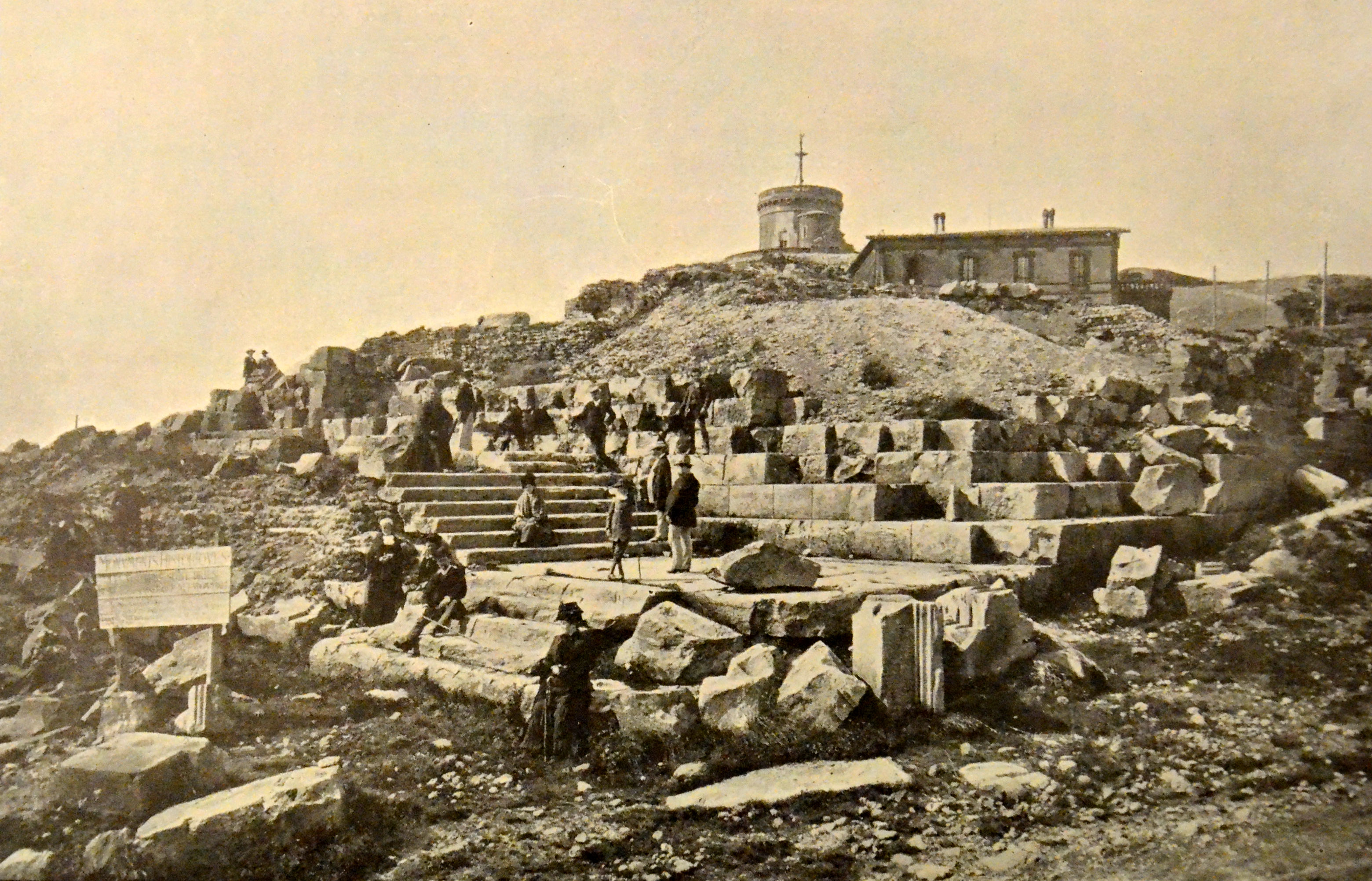
Le temple et l'observatoire, vers 1900.

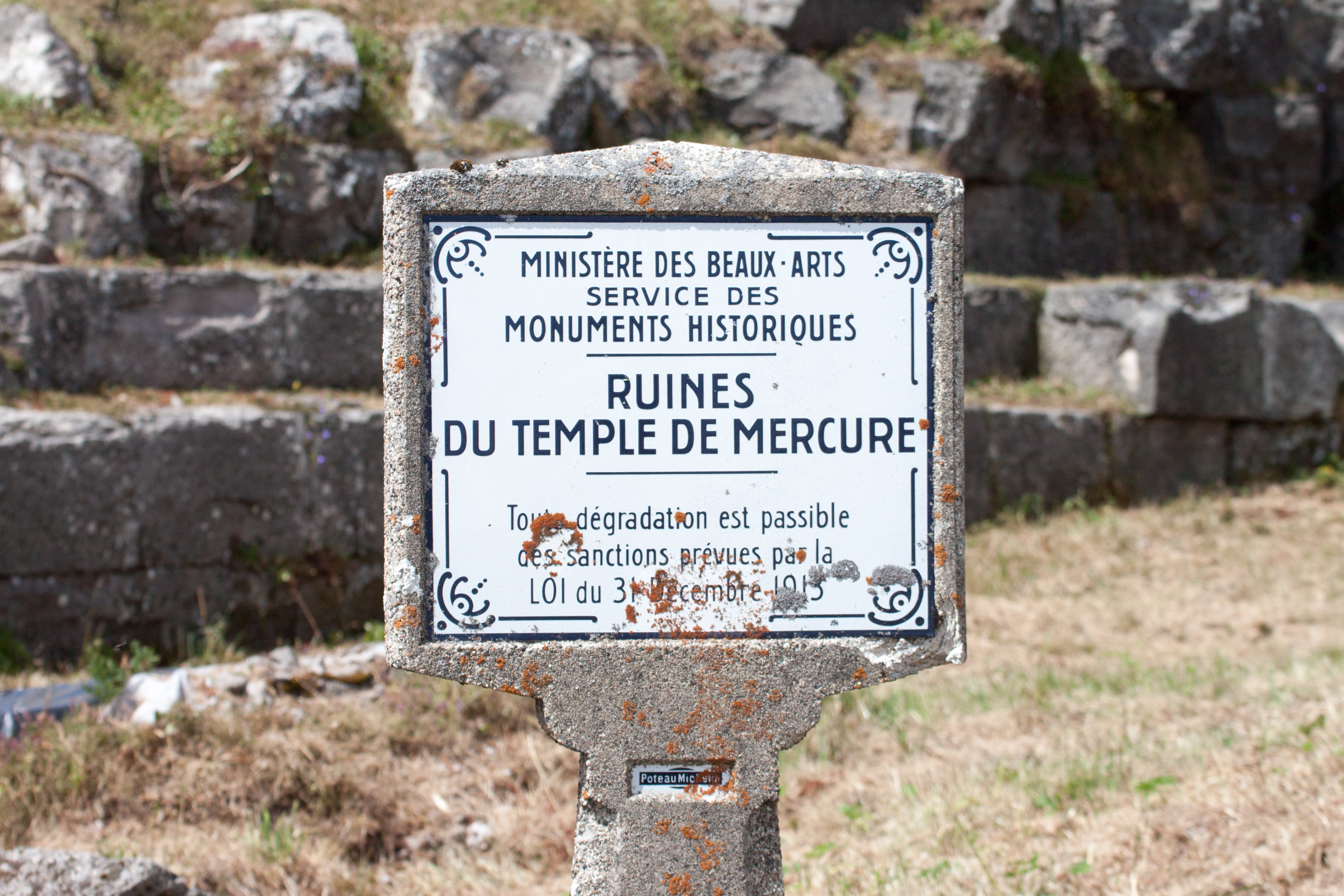
Monument historique.

Le site est découvert en 1872 à l'occasion de la construction de l'observatoire météorologique. Très rapidement, les premières fouilles se déroulent de 1873 à 1878, conduites par l'Académie des sciences de Clermont-Ferrand sous la direction, à partir de 1875, de Louis-Clémentin Bruyerre. Ces premières recherches permettent de réaliser les premiers plans du site.
Les fouilles sont ensuite arrêtées et le temple laissé à l'abandon, en l'état. Ce n'est qu'en 1886 que commencent les démarches qui amèneront sa protection. Il est classé aux monuments historiques en 1889.
Par la suite un certain nombre de découvertes plus ou moins fortuites conduisent à une seconde série de campagnes de fouilles, sous la direction d'Auguste Audollent et Gabriel Ruprich-Robert. Cette série de campagnes étudie notamment les abords du site et découvre un petit temple annexe et, à proximité de ce dernier, une petite statuette de Mercure, confirmant encore la dédicace du lieu de culte.

### Campagnes modernes
En 1956, l'installation du relais hertzien situé au sommet du puy, au-dessus du temple actuel, se déroule sans fouilles préalables. Les ouvriers découvrent un trésor monétaire qui est dispersé.
Les dégradations dues aux intempéries entraînent quelques travaux de consolidation et de réfection dont une restauration importante en 1978.
Les fouilles ne reprennent de manière intensive et régulière qu'en 2000. Ces campagnes menées de 2000 à 2004, sous la direction de Dominique Tardy et Jean-Louis Paillet, ont permis de réaliser un relevé architectural précis, et les techniques de fouilles modernes ont permis un renouvellement significatif des connaissances sur le site. Les apports de ces campagnes sont complétés par le diagnostic archéologique réalisé en 2008 en préalable à l'aménagement touristique du site et à sa restauration.

### Restauration du temple

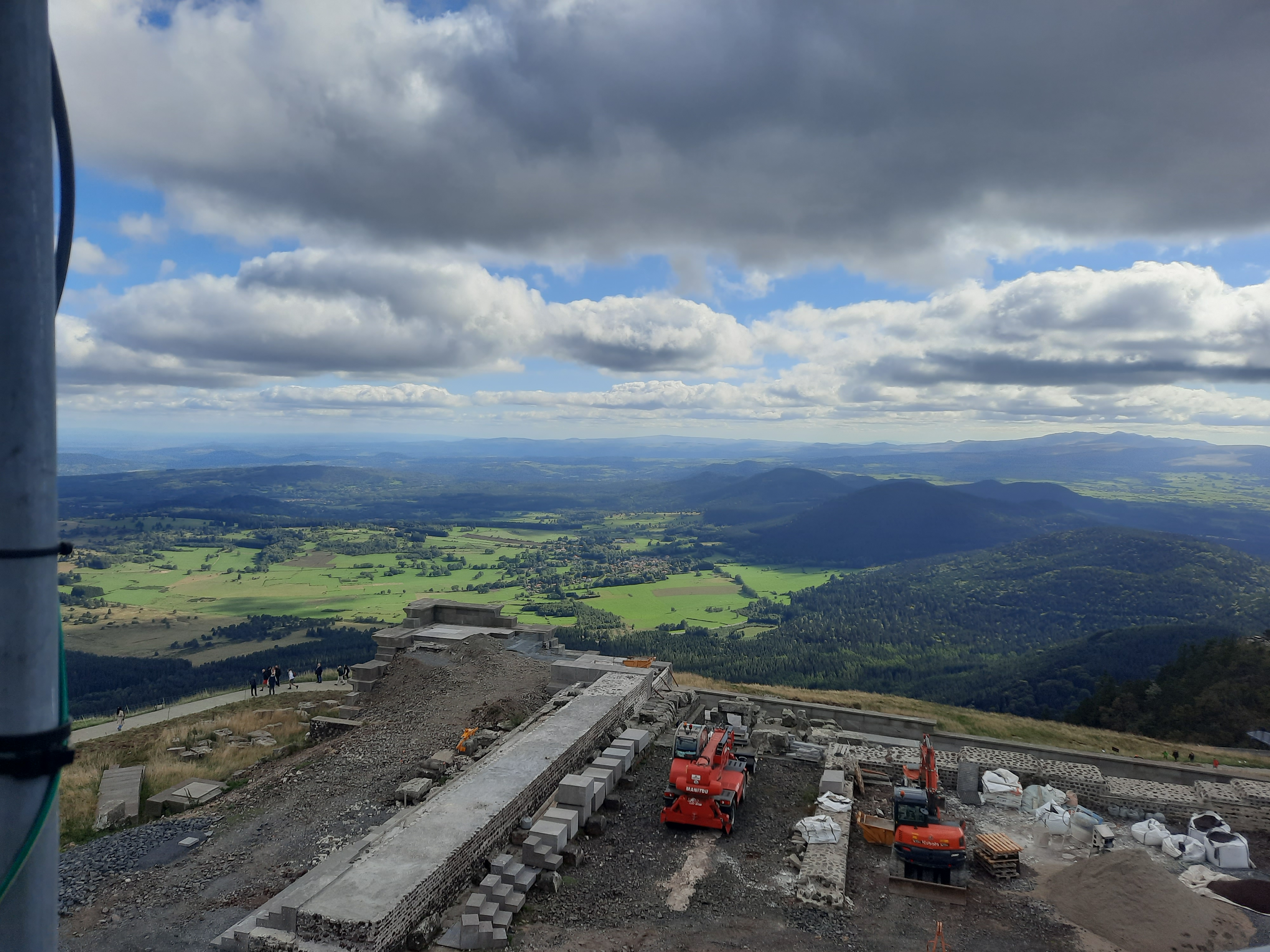
Vue des travaux en septembre 2022, depuis le toit de l'observatoire.

Le Conseil départemental, propriétaire du site du temple, décide d'entreprendre une restauration partielle des parties basses du sanctuaire. Le projet est conçu vers 2008 ; les appels d'offres pour les travaux sont lancés en 2012 ; les travaux commencent et doivent s'achever en 2018. Le budget total est d'environ sept millions d'euros.
Certains éléments, que les études archéologiques permettent de restituer d'une manière fiable, sont reconstruits : le mur sud de l'enceinte du sanctuaire, l'angle sud-est du mur de soutènement de la terrasse du temple (sur une hauteur de plus de sept mètres) et plusieurs murs de soutènement du temple lui-même (exèdres supportant la galerie méridionale, soubassement de la « salle de la dédicace »), le but étant de permettre la compréhension de l'organisation du sanctuaire et de donner la sensation de son ampleur. Le site est rouvert au public en juin 2024.

## Le temple

### Chronologie

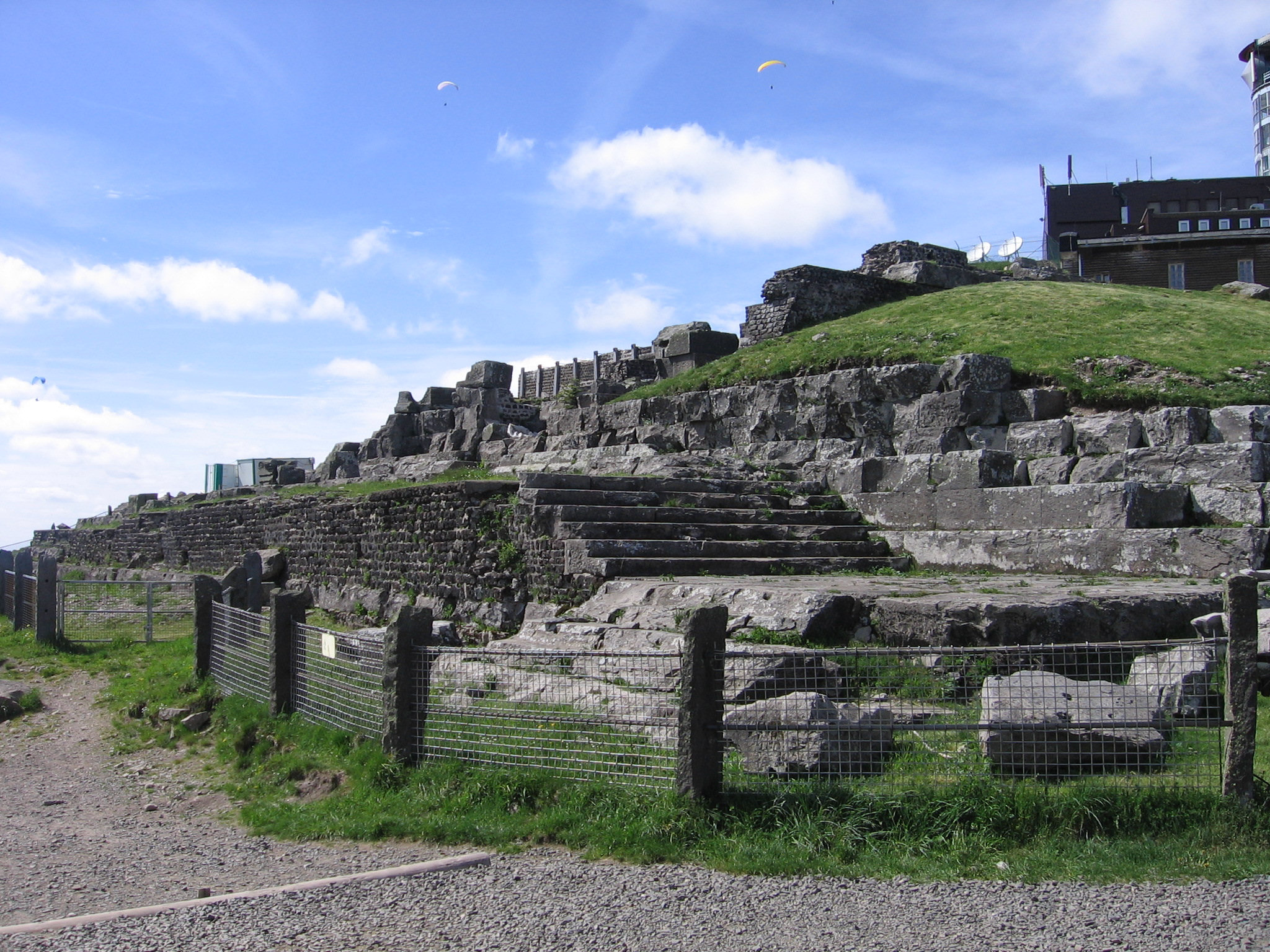
Temple de Mercure - accès à la première terrasse

Un premier temple a été construit vers 50 apr. J.-C. au sommet du puy de Dôme. Bien que des objets datant de la fin de l'indépendance de la Gaule aient été découverts, aucune trace de bâtiment gaulois n'a été mise au jour. Ceci amène à supposer qu'avant la guerre des Gaules, les lieux ne faisaient l'objet que d'une fréquentation épisodique sans construction pérenne.
Le temple du Ier siècle est détruit vers 150 apr. J.-C. et une partie de ses matériaux sert à édifier le second temple, plus bas sur la pente. C'est celui-ci dont on peut encore voir les vestiges aujourd'hui.
Le lieu, comme l'indiquent des découvertes monétaires, semble encore fonctionner aux IVe et Ve siècles, mais les constructions pourraient avoir été ruinées dès cette époque, peut-être au IIIe siècle, en même temps que l'agglomération voisine du col de Ceyssat de laquelle part le chemin qui mène au lieu de culte
Au XIIe siècle, une église romane, construite au sommet du puy, est habitée par un ermite.

### Description

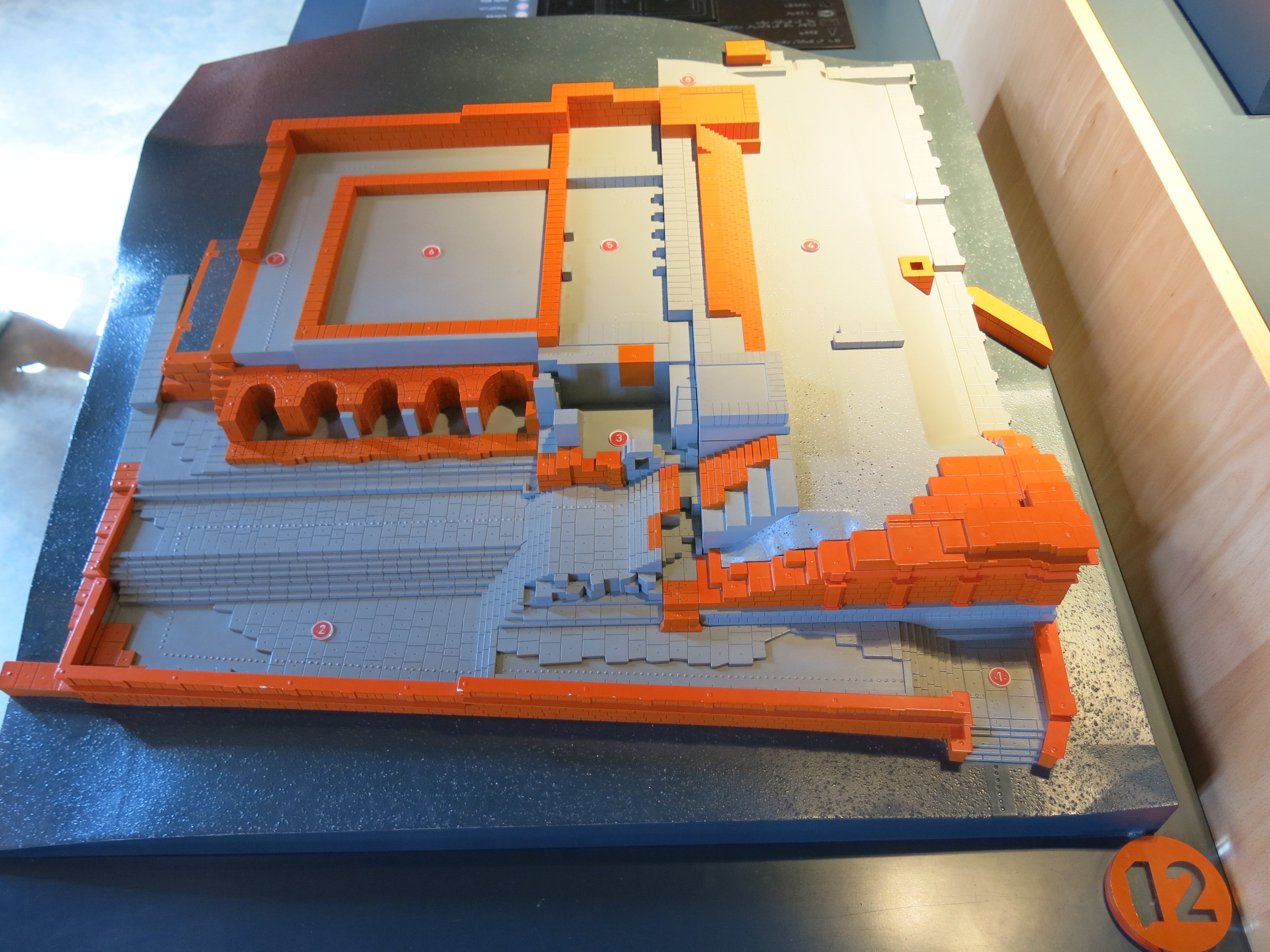
Maquette des restes en cours de reconstruction.

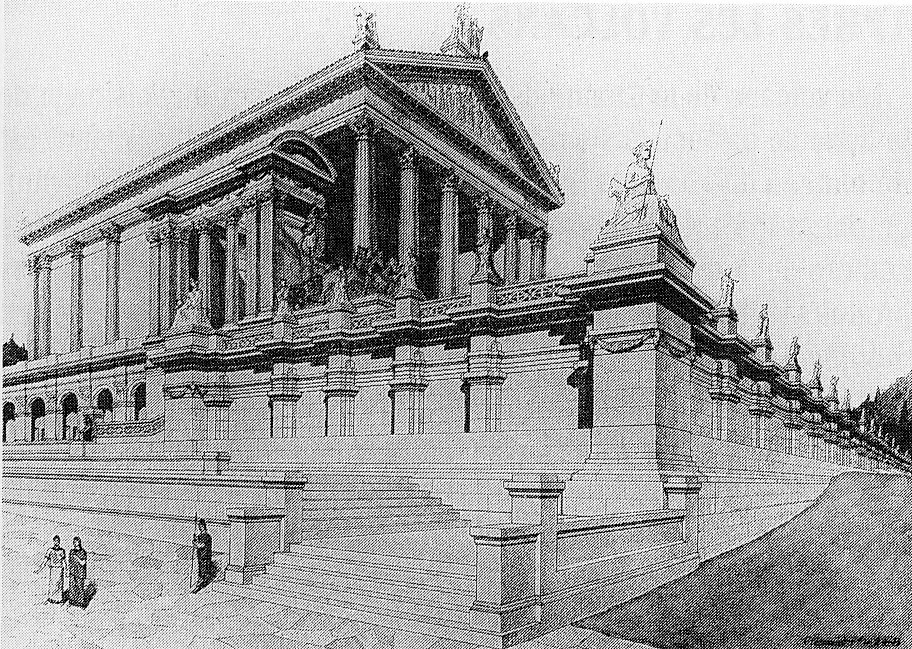
Essai de restitution (mais on ne dispose d'aucune information sur le type de couverture).

Le temple du IIe siècle était bâti sur une forte terrasse, un quadrilatère de 60 mètres de côté permettant de rattraper la déclivité du terrain descendant du nord vers le sud. Sa façade regardait vers l'est en direction de la plaine de la Limagne où se trouvait Augustonemetum et, lorsque le temps le permettait, on pouvait la voir de la ville. Le temple était construit en trachyte local assemblé en grand appareil pour les parties visibles, le remplissage étant constitué de blocs de trachyte plus petits. La matière première était extraite à proximité du col de Ceyssat, situé au pied du puy de Dôme, mais la décoration faisait appel à d'autres roches aux origines plus lointaines, marbres blancs et colorés pour les dallages, schistes d'Autun, chapiteaux de colonnes en arkose. Le bronze était également mis à contribution. Des fragments du dallage sont visibles au musée Bargoin de Clermont-Ferrand. L'ensemble couvrait environ 3 600 m2.
Le plan proprement dit du temple était un plan hybride, intermédiaire entre les traditions celtiques et méditerranéennes. Ainsi le sanctuaire comportait une cella inspirée des fanums de tradition celtique précédée d'un pronaos méditerranéen. Cet ensemble cella et pronaos est situé au sommet d'une série de terrasses successives, destinées à rythmer et théâtraliser le cheminement du visiteur.
Ainsi le pèlerin, après la rude montée à partir du col de Ceyssat et les éventuelles dévotions sur les chapelles qui jalonnaient le sentier, parvient d'abord sur une première terrasse pourvue de gradins et occupée par des autels et des statues. De ce théâtre, qui pouvait servir à des cérémonies spécifiques, le pèlerin emprunte ensuite un passage qui le mène sur la terrasse orientale dominant Augustonemetum et la plaine de la Limagne. De là enfin, il pouvait accéder au pronaos et faire ses dévotions devant et autour de la cella. Il pouvait également faire un don au dieu, lequel don, s'il était précieux, était entreposé dans la salle aux trésors du temple qui se trouvait à proximité, entre les deux terrasses.

### Dédicace du sanctuaire
Lors des fouilles de 1874, une petite tablette en bronze pourvue d'anses en queue d'aronde a été découverte, portant une dédicace à la puissance impériale et au dieu Mercure « dumias ».
« NUM[ini] AUG[usti] ET DEO MERCURI[o] DUMIATI MATUTINIUS VICTORINUS D[onum] D[edit] »
Cette dédicace peut se traduire ainsi : « Matutinius Victorinus a fait cette offrande à la puissance divine d’Auguste et au dieu Mercure Dumias (du Dôme) ». Les archéologues ont donc tout naturellement attribué le sanctuaire aux divinités mentionnées, l'impériale et Mercure. Cette attribution est confirmée plus tard par la petite statuette du dieu retrouvée par Auguste Audollent lors de ses fouilles sur le puy au début du XXe siècle.
D'autres inscriptions trouvées en Allemagne et ailleurs, renvoient elles aussi à un culte au dieu Mercure bien implanté dans la cité arverne. L'autel votif de Miltenberg am Main évoque ainsi un Mercure « roi des Arvernes ».
Miltenberg (CIL 13, 6603)
« MERCVRIO ARVERNORIC[I] COSSILLUS DONAVI ES VISV L(A)ETVS LIBE(N)S MERITO »
Cette dédicace peut se traduire par : « À Mercure, roi des Arvernes. Cossillus a fait volontairement ce don suite à un rêve ».
Les inscriptions de Cologne, de Gripswald, de Weinau mentionnent plus simplement un Mercure « l'Arverne »
Cologne (CIL 13, 8235)
« MERCVR[IO] [A]RVERN[O] [S]ACRV[M] IVLIVS IV[.] [E]X IMP(ERIO) I[PS(IVS)] »
Cette dédicace peut se traduire par : « À Mercure, roi des Arvernes. offrande votive du gouverneur Julius en personne ».
Gripswald (CIL 13, 8579)
« MERCVRIO ARVERNO M(ARCVS) IVLIVS AVDAX PRO SE ET SVIS L(IBENS) M(ERITO) »
Gripswald (CIL 13, 8580)
« MERCVRIO ARVERNO SEXT(VS) SEMPRONIVS SVPER L(IBENS) M(ERITO) »
Wenau (CIL 13, 7845)
« MERCVRIO ARVERNO VICINI V(OTVM?) V[... »
Roermond (CIL 13, 8709)
« MERCVRIO ARVERNO [A]ED(EM?) IRMIDIVS MA[CR]O EX I(VSSV?) »
On considère généralement que ces dédicaces sont le fait de contingents arvernes au sein de la légion romaine stationnée sur le limes. Néanmoins, en raison du syncrétisme gallo-romain, ce n'était pas tout à fait au Mercure de Rome qu'on vouait un culte en Gaule romaine — sauf lors de cérémonies officielles romaines, célébrées par des colons expatriés — mais à des Mercure gaulois. Ce Lugus Mercurius assimile alors la plupart des aspects du dieu celtique Lug.

### Statue de Zénodore
Pline l'Ancien rapporte qu'une statue colossale en bronze avait été érigée pour un sanctuaire arverne par le sculpteur Zénodore. 
« La dimension de toutes les statues de ce genre a été surpassée de notre temps par le Mercure que Zénodore a fait pour la cité gauloise des Arvernes, au prix de 400 000 sesterces pour la main-d’œuvre, pendant dix ans. Ayant suffisamment fait connaître là son talent, il fut mandé par Néron à Rome, où il exécuta le colosse destiné à représenter ce prince. Cette statue, haute de cent dix pieds, est aujourd'hui un objet de culte, ayant été consacrée au Soleil après la condamnation des crimes de Néron. »
 L'annaliste ne précise pas si le Mercure de Zénodore a été érigé dans le sanctuaire du puy de Dôme. Si tel est le cas, il n'en reste aucune trace archéologique.
Toutefois le temple que l'on peut voir actuellement a été construit près d'un siècle après les événements rapportés par Pline l'Ancien. La statue de Zénodore, dans l'hypothèse où elle se trouvait bien là, a été érigée dans le premier temple, celui situé au sommet du puy et dont les vestiges archéologiques ont été en grande partie détruits lors de la construction du relais hertzien, en 1956.
Il y a des arguments pour placer l'érection de l'œuvre du sculpteur grec au sommet du mont. En premier lieu, le fait que la construction du premier temple et la création de la statue sont contemporaines. Le premier temple est daté du milieu du Ier siècle. Zénodore séjourne en Gaule avant de travailler sur le colosse de Néron qui ornera la Domus Aurea avant son transfert au Colisée. Le second argument que l'on peut utiliser est celui de la visibilité. La statue, colossale, eût été presque aussi visible des alentours que ne l'est aujourd'hui le relais hertzien. Cette visibilité permettait d'identifier le mont sacré du dieu et permettait d'évoquer que celui-ci, dont l'un des théonymes est Arvernorix, "roi des Arvernes", veillait ainsi sur son peuple.

### Le Vasso Galate
Grégoire de Tours dans son Histoire des Francs parle d'un temple nommé Vasso Galate chez les Arvernes et il en donne une description succincte, sans mentionner toutefois sa localisation.
Il est généralement considéré, depuis les travaux de Pierre-François Fournier que le Vasso Galate est le temple situé rue Rameau à Clermont-Ferrand et dont les vestiges sont également nommés « mur des Sarrasins » ou « temple de Jaude ». Mais a contrario Auguste Audollent pensait que le sanctuaire évoqué par Grégoire de Tours était celui du puy. Il s'étonnait d'ailleurs de la persistance de la fréquentation dans un temple supposément détruit. La confusion provient en partie de l'expression Veniens vero arvernus que l'on peut traduire par « Venant en Auvergne » ou par « Venant à Clermont », en effet, à l'époque de Grégoire de Tours, Clermont-Ferrand était nommée « Arvernis ».
D'autres éléments viennent entretenir le doute. Ainsi le terme « Jaude » désignant le quartier où se trouvent les ruines clermontoises serait apparenté à « Galate » via une forme médiévale « Jalde ». Mais la description du Vasso Galate par l'évêque de Tours semble mieux s'accorder avec le plan et la décoration du sanctuaire du puy, tel que rapportés par Grégoire de Tours, natif de Clermont et, par conséquent, témoin oculaire fiable. Il est toutefois vrai que le temple de Clermont reste globalement mal connu. Autre point d'interrogation, une dédicace à Mercure trouvée en Allemagne accorde à ce dieu le théonyme « vassocaleti » dont de nombreux auteurs ont souligné la proximité avec le terme utilisé par Grégoire de Tours.
Les deux temples sont contemporains, celui de la rue Rameau, ayant livré des pièces de monnaie datant du règne d'Auguste. Et si la dédicace du sanctuaire de Clermont reste inconnue, il y a consensus pour considérer que le temple est situé rue Rameau.

## Le temple et son environnement

### Col de Ceyssat
Le sanctuaire du puy de Dôme était desservi par un chemin qui partait de la voie romaine, reliant Lyon à Saintes, au niveau du col de Ceyssat. À cet endroit se trouvait une agglomération secondaire, pourvue d'au moins un temple permettant au voyageur pressé de s'acquitter de ses dévotions envers Mercure sans avoir à monter au sommet. Un bâtiment faisant fonction de relais routier est également soupçonné. On trouve aussi des traces d'un quartier artisanal autour de la carrière de trachyte qui a fourni au temple sommital les pierres nécessaires à sa construction. Enfin, une zone funéraire se trouve à proximité.
Cette agglomération secondaire participe pleinement de la sacralisation du mont, la route qui mène au sanctuaire étant littéralement jalonnée de temples, du pied du puy, avec le temple de la Tourette d'Enval à Orcines, en passant par ceux, intermédiaires, du col de Ceyssat jusqu'au temple sommital.

### Autres lieux de culte de la cité des Arvernes

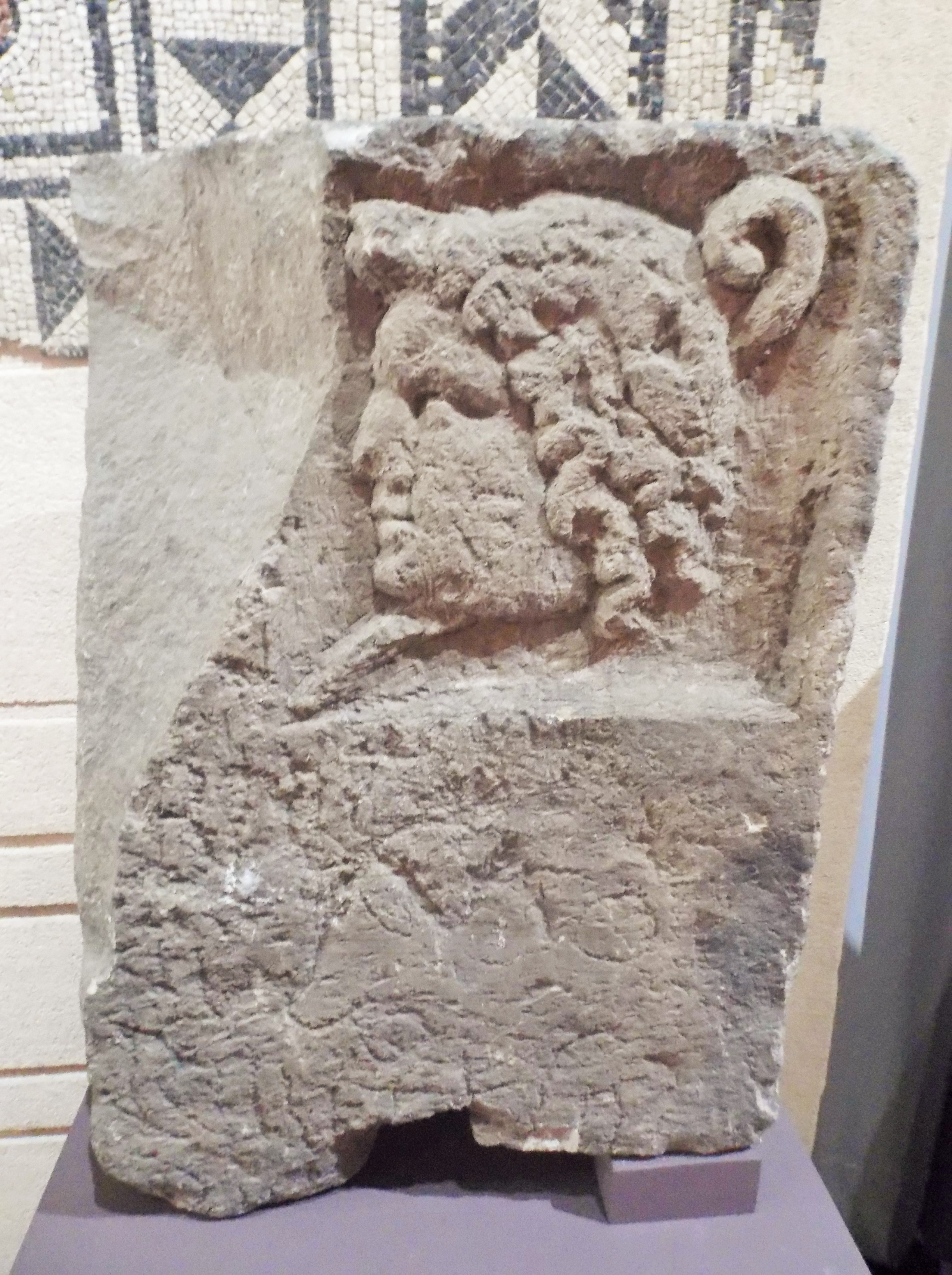
Stèle à l'effigie de Mercure provenant d'Orcines. Complexe du temple de Mercure,, Musée Bargoin.

Le nom même de la capitale arverne à l'époque romaine, Augustonemetum, « le sanctuaire d'Auguste », suggère la présence d'un culte impérial au sein de la cité. Ce culte impérial n'a cependant pas laissé de traces vraiment tangibles et le seul sanctuaire réellement attesté est celui dont les vestiges sont appelés « Mur des Sarrasins » — situé rue Rameau à Clermont-Ferrand — et identifié, sans que le débat ne soit tranché, au Vasso galate mentionné par Grégoire de Tours.
Augustonemetum possède cependant un certain nombre de sanctuaires péri-urbains, d'importances diverses, ainsi le sanctuaire de la source des Roches, à Chamalières, dont l'activité ne s'étend que sur le Ier siècle apr. J.-C., le temple des Côtes, à Blanzat découvert par P. Eychart dans les années 1950, celui de Trémonteix, sanctuaire privé lié à un domaine antique, découvert en 2012, ou le fanum du Brezet, à proximité d'Aulnat.
L'un de ces sanctuaires, le temple de la Tourette d'Enval à Orcines peut être associé directement au complexe cultuel formé par le sanctuaire du puy de Dôme et l'agglomération du col de Ceyssat. Dédié à Mercure, il marque en effet le début de l'ascension de la montagne.
Un cercle plus large autour du puy englobe également les sanctuaires des oppida de Corent et de Gergovie, le premier remontant au IIe siècle av. J.-C. et dont l'activité dure jusqu'au IIIe siècle apr. J.-C., le second datant de la période augustéenne. Un troisième fanum, celui de La Sauvetat, en contrebas du puy de Corent, au sud, peut également être mentionné.
Enfin, sur la même voie antique que l'agglomération du col de Ceyssat, mais située à proximité de la frontière lémovice, se trouvait une agglomération secondaire pourvue d'un sanctuaire fouillé en 1882 et dans les années 1950. Ce sanctuaire, le site de Beauclair, sur le territoire des communes de Giat et Voingt, a livré des graffitis au nom de Toutatis.

### Vidéographie
- Le Temple de Mercure : un travail de romain, court-métrage réalisé par David Geffroy, Court-jus production et le Conseil général du Puy-de-Dôme, 2012, durée 10 min 18 s. [(fr) voir en ligne (page consultée le 30 août 2015)]